# Meprobamát
A meprobamát anxiolitikus és szedatív hatású vegyület. A központi idegrendszer több támadáspontján, elsősorban a talamusz, hipotalamusz, limbikus rendszer és gerincvelő sejtjeiben fejti ki hatását. Pontos hatásmechanizmusa nem ismert. Izomrelaxáns hatása a gerincvelői poliszinaptikus reflexek gátlásával kapcsolatos.
Magyarországon az Andaxin tabletták hatóanyagaként volt forgalomban. Egy tabletta 200 mg meprobamátot tartalmazott. A készítményt 2012-ben gyógyszerbiztonsági okokból kivonták a forgalomból.
A meprobamát csökkenti az alkohol, illetve más erősebb nyugtatók – például barbiturátok – elvonási tüneteit is, ezért részben nappali nyugtatószerként, részben elvonókúrákon használatos, egészen az ötvenes évek óta. Mára a gyógyszerészeti gyakorlatban nagymértékben felváltották a különböző benzodiazepin-származékok, például alprazolám, nitrazepám.
A VIII. Magyar Gyógyszerkönyvben Meprobamatum    néven hivatalos.  

## Fordítás
- Ez a szócikk részben vagy egészben  a   Meprobamate című angol Wikipédia-szócikk fordításán alapul.  Az eredeti cikk szerkesztőit annak laptörténete sorolja fel. Ez a jelzés csupán a megfogalmazás eredetét és a szerzői jogokat jelzi, nem szolgál a cikkben szereplő információk forrásmegjelöléseként.